# New Plymouth
New Plymouth (tiếng Maori Ngamotu) là một thành phố nhỏ, tỉnh Taranaki, miền tây của đảo bắc New Zealand. Nó được đặt tên theo thành phố Plymouth, nước Anh vì thực dân châu Âu đầu tiên đến từ đó. Huyện New Plymouth bao gồm thành phố New Plymouth (53 000 người), Waitara (6288 người), Inglewood (3090 người), Oakura (1359 người), Okato (531 người) và Urenui (429 người).
New Plymouth là một trung tâm kính tế dịch vụ hoạt đọng của cả tỉnh Taranaki. Những lĩnh vực kinh tế bao gồm nông nghiệp (hầu hết là sữa bò), dầu thô, khí đốt và tài chính. Những nơi đặc biệt của New Plymouth là công viên Pukekura, đường đi bộ biển, đồi Paritutu và một tác phẩm nghệ thuật tên là Cây Đũa Gió (tiếng Anh Wind Wand). Thành phố cũng được nhận nhiều giải thưởng như "Cộng đồng lý tưởng" do chính phủ New Zealand vì nó làm đạp xe đạp và đi bộ tiện lợi. New Plymouth là một thành phố có cả hai bãi biển và ngọn núi gần kề và bạn có thể đi trượt tuyết và lướt sóng trong một ngày.

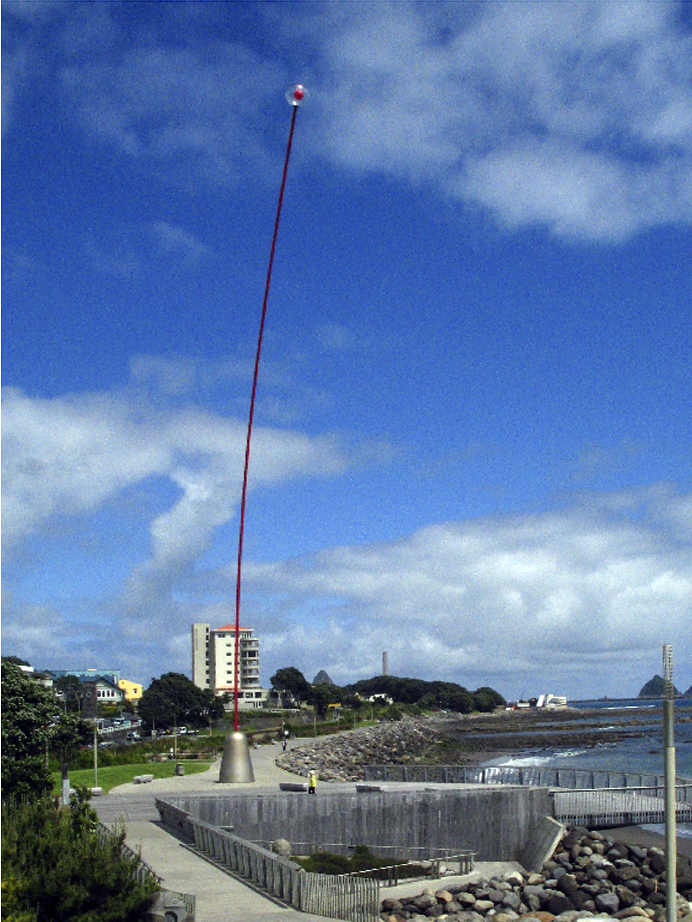
Cây Đũa Gió

## Lịch sử
Năm 1828 Ông Richard "Dicky" Barrett đạt nơi buôn bán ở Ngamotu sau khi ông đến trên tàu Adventure. Ông buon bán với người Maori địa phương và đàm phán mua đất cho một công ty tên Công ty New Zealand. Một công ty khác tên Công ty Plymouth thu hút được người di cư từ miền tây của Anh và người di cư đàu tiên đến bằng tàu William Bryan năm 1841. Sau khi người châu Âu đến họ bắt đàu tranh chấp với người Maori và một chiến tranh nhỏ bắt đầu năm 1860. Từ 1860 đến 1861 New Plymouth trở thành một cái pháo đài và có trên 3500 người lính của đế quốc Anh. Người Maori làm lính giởi hơn người Anh nhưng người Anh có quân đội chuyên nghiệp và sau một thời gian người Maori phải về nhà trồng trọt. Sau khoảng một năm người Anh đánh bại người Maori và cả tỉnh Taranaki dần dần hoà bình hoá.
Trước người châu Âu đến New Plymouth, hầu hết tỉnh Taranaki đều là rừng hoặc cây dương xỉ. Người thực dân cắt và đốt rừng để làm trang trại. Năm 1865 một ít dầu thô được khám phá trên bờ biển và người ta bắt đầu khoan dầu năm sau. Thành phố có điện lần đầu tiên năm 1906 từ trạm thủy điện ở sông Waiwakaiho.
Đường sắt được xây dựng xong giữa New Plymouth và Waitara năm 1875. Năm sau đó một cái đường sắt đi hướng nam đến Stratford được bắt đàu. Sau 11 năm nó kết nối với một đường sắt ở phía nam Taranaki và hành khách có thể đi cả đường đến thủ đô Wellington ở phía nam của đảo bắc New Zealand. Máy bay đầu tiên hạ cánh ở sân đua ngưa New Plymouth năm 1920 và chuyến bay thương mại bắt đầu năm 1937. Trong thế chiến thứ hai có một căn cứ không quân nhỏ và nó trở thành sân bay hiện đại năm 1966 khi thành phố xây dựng một đường băng bê tông.

## Những địa điểm hấp dẫn

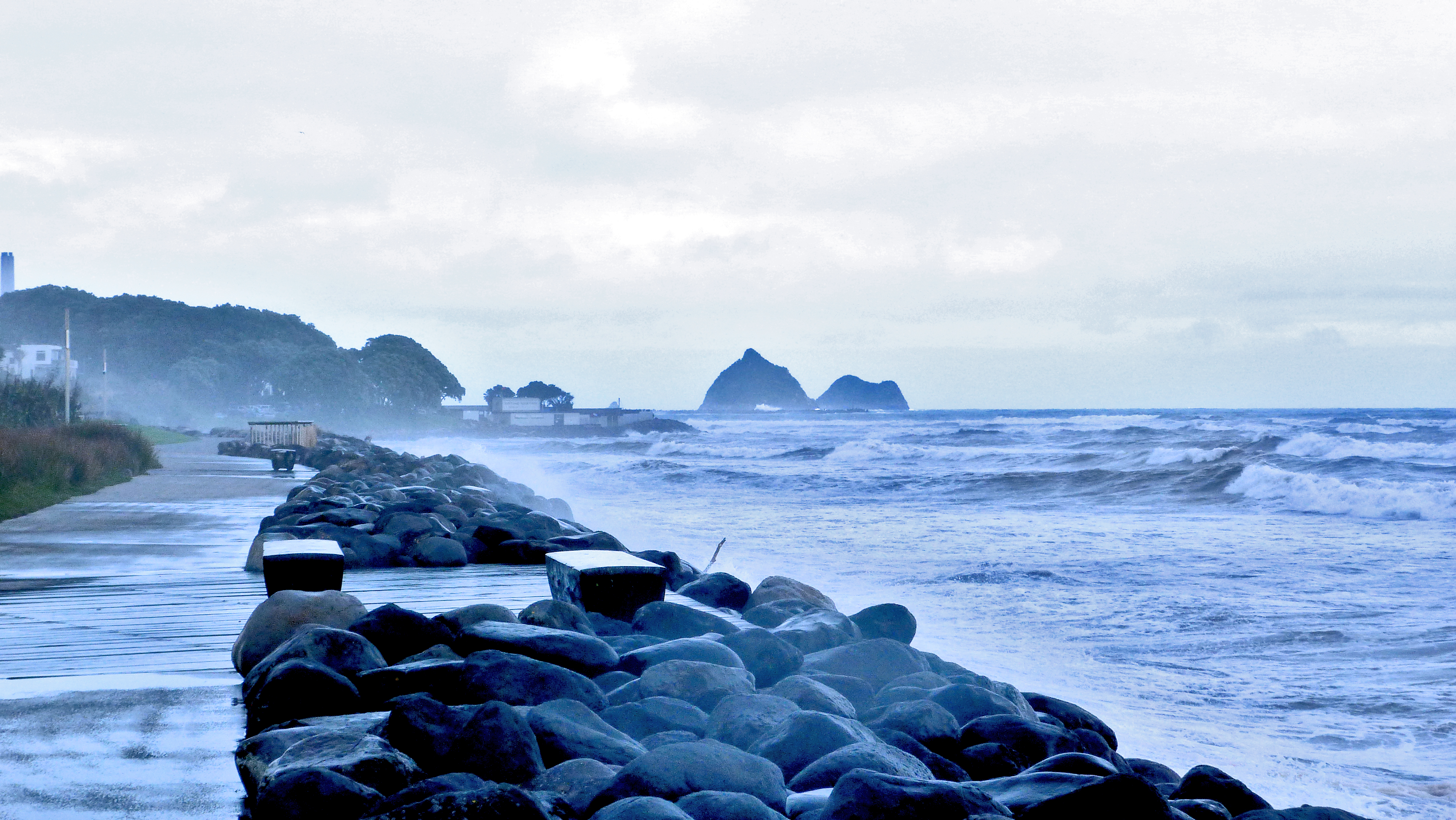
New Plymouth - Đường đi bộ bãi biển

New Plymouth có nổi danh vì những lễ hội như lễ hội đèn lồng, WOMAD (một lễ hội âm nhạc nghệ thuật và nhảy múa quốc tế) và nhiêu buổi ca nhạc của nhạc si quốc tế. Thành phố được xây trên đất núi lửa màu mỡ và có nhiều công viên xum xê. Quan trọng nhất là công viên Pukekura ở trung tâm thành phố và công viên Pukeiti. Pukekura là trung tâm của nhiều lễ hội trong thành phố. Vào mua hè hội đồng thành phố dặt nhiều đèn lòng trong cây công viên và tổ chức buổi ca nhạc miễn phí. Buổi tối mọi người đều đi bộ trong cây xem đèn lồng và nghe âm nhạc. Công viên Pukeiti nổi tiếng vì cây sơn lựu hoa. Mỗi năm nó lại tổ chức lễ hội cây sơn lựu hoa quốc tế.
New Plymouth là thành phố bãi biển và nó có đường đi bộ đạp xe ở bờ biển dài 11 km. Nó cho người sử dựng cảnh quan ngoạn mục. Ở điểm bắt đầu của đường có nghệ thuật Cây Đũa Gió (Wind Wand) do nghệ sẽ Len Lye. Bãi biển cũng có vài những nơi tốt nhất đi lướt sóng ở New Zealand. New Plymouth năm cách núi Taranaki 20 phút bằng xe oto. Ở đó bạn có thể đi leo núi và trượt tuyết trong mùa đông.

## Khí hậu
New Plymouth có khí hậu ôn hoà ẩm. Mùa hè nhiệt độ trung bình 21–22 °C và mùa đông 13 - 14 °C. Trong một năm có 1400 mm nước mưa. Nó rất ít khi có tuyết trong thành phố, chỉ một lần một thế hệ.
| Dữ liệu khí hậu của New Plymouth (1981–2010) | Dữ liệu khí hậu của New Plymouth (1981–2010) | Dữ liệu khí hậu của New Plymouth (1981–2010) | Dữ liệu khí hậu của New Plymouth (1981–2010) | Dữ liệu khí hậu của New Plymouth (1981–2010) | Dữ liệu khí hậu của New Plymouth (1981–2010) | Dữ liệu khí hậu của New Plymouth (1981–2010) | Dữ liệu khí hậu của New Plymouth (1981–2010) | Dữ liệu khí hậu của New Plymouth (1981–2010) | Dữ liệu khí hậu của New Plymouth (1981–2010) | Dữ liệu khí hậu của New Plymouth (1981–2010) | Dữ liệu khí hậu của New Plymouth (1981–2010) | Dữ liệu khí hậu của New Plymouth (1981–2010) | Dữ liệu khí hậu của New Plymouth (1981–2010) |
| Tháng                                        | 1                                            | 2                                            | 3                                            | 4                                            | 5                                            | 6                                            | 7                                            | 8                                            | 9                                            | 10                                           | 11                                           | 12                                           | Năm                                          |
| -------------------------------------------- | -------------------------------------------- | -------------------------------------------- | -------------------------------------------- | -------------------------------------------- | -------------------------------------------- | -------------------------------------------- | -------------------------------------------- | -------------------------------------------- | -------------------------------------------- | -------------------------------------------- | -------------------------------------------- | -------------------------------------------- | -------------------------------------------- |
| Trung bình ngày tối đa °C (°F)               | 21.7 (71.1)                                  | 22.1 (71.8)                                  | 20.9 (69.6)                                  | 18.6 (65.5)                                  | 16.0 (60.8)                                  | 14.0 (57.2)                                  | 13.3 (55.9)                                  | 14.0 (57.2)                                  | 15.0 (59.0)                                  | 16.1 (61.0)                                  | 18.1 (64.6)                                  | 19.9 (67.8)                                  | 17.5 (63.5)                                  |
| Trung bình ngày °C (°F)                      | 17.8 (64.0)                                  | 18.0 (64.4)                                  | 16.8 (62.2)                                  | 14.5 (58.1)                                  | 12.2 (54.0)                                  | 10.4 (50.7)                                  | 9.5 (49.1)                                   | 10.3 (50.5)                                  | 11.5 (52.7)                                  | 12.8 (55.0)                                  | 14.5 (58.1)                                  | 16.3 (61.3)                                  | 13.7 (56.7)                                  |
| Tối thiểu trung bình ngày °C (°F)            | 13.8 (56.8)                                  | 13.9 (57.0)                                  | 12.7 (54.9)                                  | 10.4 (50.7)                                  | 8.5 (47.3)                                   | 6.8 (44.2)                                   | 5.8 (42.4)                                   | 6.6 (43.9)                                   | 8.0 (46.4)                                   | 9.5 (49.1)                                   | 10.9 (51.6)                                  | 12.7 (54.9)                                  | 10.0 (50.0)                                  |
| Lượng Giáng thủy trung bình mm (inches)      | 114.5 (4.51)                                 | 85.4 (3.36)                                  | 126.5 (4.98)                                 | 125.4 (4.94)                                 | 97.1 (3.82)                                  | 152.6 (6.01)                                 | 131.1 (5.16)                                 | 117.2 (4.61)                                 | 104.8 (4.13)                                 | 117.8 (4.64)                                 | 100.3 (3.95)                                 | 113.1 (4.45)                                 | 1.398 (55.04)                                |
| Số ngày giáng thủy trung bình (≥ 1.0 mm)     | 8.9                                          | 7.7                                          | 9.8                                          | 9.8                                          | 12.3                                         | 13.6                                         | 12.6                                         | 13.4                                         | 12.6                                         | 14.1                                         | 10.5                                         | 9.5                                          | 135.5                                        |
| Độ ẩm tương đối trung bình (%)               | 80.9                                         | 82.5                                         | 81.8                                         | 82.4                                         | 85.4                                         | 86.1                                         | 85.7                                         | 84.4                                         | 82.7                                         | 82.8                                         | 80.1                                         | 81.4                                         | 83.1                                         |
| Số giờ nắng trung bình tháng                 | 248.4                                        | 225.0                                        | 212.8                                        | 177.8                                        | 143.9                                        | 118.1                                        | 138.0                                        | 162.7                                        | 162.6                                        | 189.6                                        | 206.9                                        | 211.6                                        | 2.197,2                                      |
| Nguồn: NIWA Climate Data                     |                                              |                                              |                                              |                                              |                                              |                                              |                                              |                                              |                                              |                                              |                                              |                                              |                                              |

## Thành phố kết nghĩa
- Kunming
- Mishima, Shizuoka